# 拘束形態素
拘束形態素（こうそくけいたいそ）は、形態論において、語を構成する形態素のうち、単独で語を構成せず他の形態素と複合してはじめて意味を生ずるもの。Bound morpheme 又は bound form の訳であり束縛形態素ともいう。反対に単独で語を構成する形態素を自由形態素又は非拘束形態素という。
アラビア語のような例外もあるが、接頭辞、接尾辞、挿入辞といった接辞が拘束形態素の典型である。接辞は他の語との関係で語形変化するものもあり、また、品詞等を変えたり、否定などの意味を付加して派生語を生じさせたりする。
語根となるものの多くは自由形態素であり、非機能的な意味を有する（例:"shipment"のship-）、一方で、その他は束縛形態素となる。なお、chairmanのような語は、複数の自由形態素（chair と man）より構成されており、このような語は、複合語という。
言語学者は、形態素に言及する際、生産性の高低ということを評価する。例えば、tenantのten-は、ラテン語のtenere（持つ、保つ）に由来し、tenableという語にも見られる語の部分ではあるが、現代英語においてten-は、もはや、造語力を持ちえず、この意味では形態素とはみなされない。

## クランベリー型形態素
クランベリー型形態素（"cranberry morpheme"、又は、"unique morpheme"）は、単独の意味を有さず（即ち、自由形態素ではない）、特定の語にしか用いられない極めて限定的な機能を有する拘束形態素である。典型例は、命名の元となったcranberry（クランベリー）のcran-であり、-berryが、"strewberry"や"blueberry"を形成する果実を意味する語根であるのに対し、crangrapeといった商品名の命名を除いて、cran-は他の語で用いられることはない。
クランベリー型形態素は、言語の化石化の表出例といわれ、言語としての生産性を失っている。化石化した語根のほか、化石化した接辞も存在する。

## 参照
- 固定表現
- en:Fossil word
- en:Unpaired word